# Female Icon
 (novembre 2017).
Si vous disposez d'ouvrages ou d'articles de référence ou si vous connaissez des sites web de qualité traitant du thème abordé ici, merci de compléter l'article en donnant les références utiles à sa vérifiabilité et en les liant à la section « Notes et références ».
Albums de Lara Croft (Rhona Mitra)
Come Alive
(1998)
Albums de Dave Stewart
Sly-Fi
(1998) SuperHeavy
(2011)
Singles
1. Getting Naked
Sortie : 1997
2. Come Alive
Sortie : 1997

Female Icon est un album composé et produit par Dave Stewart, chanteur, guitariste et musicien anglais, sorti en 1999.
C'est le deuxième album du personnage de fiction Lara Croft, interprété par l'actrice et mannequin Rhona Mitra. Il s'agit en fait d'une nouvelle édition de l'album Come Alive, sorti en 1998, et comprenant trois morceaux inédits : Raiders, Rythm and Time  et Time to change.

## Liste des titres
Toutes les chansons sont écrites et composées par Dave Stewart.
| 1.    | Raiders                          | 4:04 |
| 2.    | Rock Your Own World              | 3:41 |
| 3.    | Getting Naked (Glen Skinner mix) | 4:07 |
| 4.    | Rhythm and Time                  | 5:16 |
| 5.    | Come Alive                       | 4:50 |
| 6.    | Really Real                      | 3:49 |
| 7.    | Feel Myself                      | 4:43 |
| 8.    | Tashina                          | 4:55 |
| 9.    | Time to Change                   | 5:04 |
| 10.   | Beautiful Day (Glen Skinner mix) | 3:58 |
| 11.   | Sure Is Pure                     | 8:21 |
| 52:41 |                                  |      |